# هورتون دورائس کوتینیو آلوز
هورتون دورائس کوتینیو آلوز (به پرتغالی: Héverton Durães Coutinho Alves) هافبک اهل برزیل است که در شهر برازیلیا و در تاریخ ۲۸ اکتبر ۱۹۸۵ به دنیا آمده‌است.
هورتون دورائس کوتینیو آلوز در تیم‌های فوتبال Guarani سابقهٔ حضور دارد.